# FC Twente in het seizoen 2020/21 (vrouwen)
Het seizoen 2020/2021 was het 14e jaar in het bestaan van de Enschedese vrouwenvoetbalclub FC Twente. De club kwam uit in de Eredivisie en eindigde op de eerste plaats. In het toernooi om de KNVB beker reikte de ploeg tot de halve finale. Hierin was ADO Den Haag te sterk met 3–2. De Eredivisie Cup werd afgesloten op de tweede plaats.

## Selectie en technische staf

### Selectie
| Nr.             | Nat.               | Naam                 | Competitie  | Competitie  | Beker       | Beker       | Eredivisie Cup | Eredivisie Cup | Totaal      | Totaal      | Seizoen bij FC Twente | Vorige club            |             |             |             |
| Nr.             | Nat.               | Naam                 | W           | Goal        | W           | Goal        | W              | Goal           | W           | Goal        | Seizoen bij FC Twente | Vorige club            |             |             |             |
| Doelvrouwen     | Doelvrouwen        | Doelvrouwen          | Doelvrouwen | Doelvrouwen | Doelvrouwen | Doelvrouwen | Doelvrouwen    | Doelvrouwen    | Doelvrouwen | Doelvrouwen | Doelvrouwen           | Doelvrouwen            | Doelvrouwen | Doelvrouwen | Doelvrouwen |
| --------------- | ------------------ | -------------------- | ----------- | ----------- | ----------- | ----------- | -------------- | -------------- | ----------- | ----------- | --------------------- | ---------------------- | ----------- | ----------- | ----------- |
| 1               | Vlag van Nederland | Daphne van Domselaar | 18          | 0           | 2           | 0           | ?              | 0              | 20          | 0           | 4e                    | VV Alkmaar             |             |             |             |
| 16              | Vlag van Nederland | Lois Niënhuis        | 2           | 0           | 0           | 0           | ?              | 0              | 2           | 0           | 4*e                   | Jeugd                  |             |             |             |
| 22              | Vlag van Nederland | Inge Tijink          | 0           | 0           | 0           | 0           | 0              | 0              | 0           | 0           | 1e                    | Jeugd                  |             |             |             |
| 31              | Vlag van Nederland | Fabienne Rouw        | 0           | 0           | 0           | 0           | 0              | 0              | 0           | 0           | 1e                    | Jeugd                  |             |             |             |
| Verdedigsters   |                    |                      |             |             |             |             |                |                |             |             |                       |                        |             |             |             |
| 2               | Vlag van Nederland | Kika van Es          | 18          | 1           | 2           | 0           | ?              | 0              | 20          | 1           | 1e                    | Everton LFC            |             |             |             |
| 3               | Vlag van Nederland | Danique Ypema        | 18          | 0           | 2           | 0           | ?              | 0              | 20          | 0           | 2e                    | sc Heerenveen          |             |             |             |
| 4               | Vlag van Duitsland | Maren Tellenbröker   | 4           | 0           | 0           | 0           | ?              | 0              | 4           | 0           | 1e                    | FC Carl Zeiss Jena     |             |             |             |
| 5               | Vlag van Nederland | Marisa Olislagers    | 18          | 1           | 2           | 1           | ?              | 0              | 20          | 2           | 1e                    | ADO Den Haag           |             |             |             |
| 12              | Vlag van Nederland | Lynn Wilms           | 17          | 1           | 1           | 1           | ?              | 1              | 18          | 3           | 3e                    | Jeugd                  |             |             |             |
| 15              | Vlag van Nederland | Lotte Jansen         | 1           | 0           | 0           | 0           | ?              | 0              | 1           | 0           | 1e                    | Jeugd                  |             |             |             |
| 18              | Vlag van Nederland | Kerstin Casparij     | 20          | 3           | 2           | 0           | ?              | 0              | 22          | 3           | 1e                    | sc Heerenveen          |             |             |             |
| 19              | Vlag van Nederland | Sophie Pieterson     | 6           | 0           | 0           | 0           | ?              | 0              | 6           | 0           | 1e                    | Jeugd                  |             |             |             |
| 23              | Vlag van Nederland | Lysanne van der Wal  | 11          | 0           | 0           | 0           | 3              | 0              | 14          | 0           | 4e                    | BV Cloppenburg         |             |             |             |
| Middenveldsters |                    |                      |             |             |             |             |                |                |             |             |                       |                        |             |             |             |
| 4               | Vlag van Nederland | Suzanne Giesen       | 11          | 2           | 2           | 1           | ?              | 0              | 13          | 3           | 3e                    | PEC Zwolle             |             |             |             |
| 6               | Vlag van Nederland | Ella Peddemors       | 6           | 0           | 0           | 0           | 0              | 0              | 6           | 0           | 2e                    | Jeugd                  |             |             |             |
| 8               | Vlag van Nederland | Sisca Folkertsma     | 17          | 0           | 2           | 0           | ?              | 2              | 19          | 2           | 3e                    | AFC Ajax               |             |             |             |
| 14              | Vlag van Nederland | Licia Darnoud        | 1           | 0           | 0           | 0           | 0              | 0              | 1           | 0           | 2e                    | Jeugd                  |             |             |             |
| 17              | Vlag van Duitsland | Rieke Dieckmann      | 10          | 2           | 2           | 1           | ?              | 0              | 12          | 3           | 1e                    | 1. FFC Turbine Potsdam |             |             |             |
| 20              | Vlag van Nederland | Romy Speelman        | 4           | 1           | 0           | 0           | 0              | 0              | 4           | 1           | 2e                    | ADO Den Haag           |             |             |             |
| Aanvalsters     |                    |                      |             |             |             |             |                |                |             |             |                       |                        |             |             |             |
| 7               | Vlag van Duitsland | Anna-Lena Stolze     | 18          | 10          | 2           | 1           | ?              | 0              | 20          | 11          | 2e                    | VfL Wolfsburg          |             |             |             |
| 9               | Vlag van Nederland | Fenna Kalma          | 20          | 11          | 2           | 1           | ?              | 3              | 22          | 15          | 2e                    | sc Heerenveen          |             |             |             |
| 10              | Vlag van Tunesië   | Sabrine Ellouzi      | 17          | 0           | 2           | 0           | ?              | 2              | 19          | 2           | 4e                    | Jeugd                  |             |             |             |
| 11              | Vlag van Nederland | Renate Jansen        | 20          | 13          | 2           | 0           | ?              | 4              | 22          | 17          | 4e                    | ADO Den Haag           |             |             |             |
| 13              | Vlag van België    | Elena Dhont          | 6           | 3           | 0           | 0           | ?              | 0              | 6           | 3           | 1e                    | KAA Gent               |             |             |             |
| 30              | Vlag van Nederland | Fieke Kroese         | 2           | 1           | 0           | 0           | ?              | 0              | 2           | 1           | 1e                    | Jeugd                  |             |             |             |
| Nr.             | Nat.               | Naam                 | W           | Goal        | W           | Goal        | W              | Goal           | W           | Goal        | Seizoen bij FC Twente | Vorige club            |             |             |             |
| Nr.             | Nat.               | Naam                 | Competitie  | Competitie  | Beker       | Beker       | Eredivisie Cup | Eredivisie Cup | Totaal      | Totaal      | Seizoen bij FC Twente | Vorige club            |             |             |             |

### Legenda
| # | Reden                                          |
| - | ---------------------------------------------- |
|   | Heeft de club in het lopende seizoen verlaten. |

### Technische staf
| Naam          | Functie           |
| ------------- | ----------------- |
| Tommy Stroot  | Hoofdtrainer      |
| Carin Bakhuis | Assistent-trainer |

## Wedstrijdstatistieken

### Eredivisie
|       | ADO Den Haag | Ajax  | Alkmaar | Excelsior | sc Heerenveen | PEC Zwolle | PSV   |
| ----- | ------------ | ----- | ------- | --------- | ------------- | ---------- | ----- |
| Thuis | 0 – 2        | 2 – 1 | 9 – 0   | 7 – 0     | 3 – 0         | 2 – 2      | 3 – 2 |
| Uit   | 0 – 0        | 3 – 1 | 0 – 4   | 0 – 3     | 2 – 6         | 1 – 4      | 1 – 2 |

| Speelronde 1                                                                     | AFC Ajax                                                                       | 3 – 1 (3 – 1)    | FC Twente                        | Opstelling FC Twente |
| 6 september 2020 Aanvangstijd: 12.15 uur Plaats: Amsterdam Sportpark De Toekomst | Marjolijn van den Bighelaar 7' Vanity Lewerissa 42' Stefanie van der Gragt 45' | Wedstrijdverslag | 5' (e.d.) Stefanie van der Gragt | van Domselaar, Wilms, Ypema, Tellenbröker, van der Wal, Casparij ( 76' Kalma), Folkertsma, Olislagers ( 58' Peddemors), B. Jansen ( 63' Dhont), R. Jansen, Stolze |

| Speelronde 2                                                                     | FC Twente                                                                              | 2 – 2 (1 – 2)    | PEC Zwolle                                             | Opstelling FC Twente |
| 11 september 2020 Aanvangstijd: 19.30 uur Plaats: Enschede Sportpark Het Diekman | Maren Tellenbröker 2' Renate Jansen 31' Marisa Olislagers 56' Kerstin Casparij 45' 83' | Wedstrijdverslag | 33' Maud Asbroek 42' Naomi Hilhorst 61' Moïsa van Koot | van Domselaar, Wilms, Ypema ( 47' Casparij), Tellenbröker ( 76' Darnoud), van der Wal, Folkertsma, Olislagers, B. Jansen ( 76' Ellouzi), R. Jansen, Kalma, Stolze |

| Speelronde 3                                                                        | Excelsior Rotterdam | 0 – 3 (0 – 1)    | FC Twente                                        | Opstelling FC Twente |
| 2 oktober 2020 Aanvangstijd: 19.30 uur Plaats: Rotterdam Van Donge & De Roo Stadion |                     | Wedstrijdverslag | 8' Renate Jansen 64' Kika van Es 82' Fenna Kalma | Niënhuis, Casparij, Wilms, van Es, van der Wal, Olislagers, Peddemors, B. Jansen ( 66' Dhont), R. Jansen, Stolze ( 90' Ellouzi), Kalma |

| Speelronde 4                                                              | FC Twente             | 0 – 2 (0 – 0)    | ADO Den Haag                                | Opstelling FC Twente |
| 11 oktober 2020 Aanvangstijd: 12.15 uur Plaats: Enschede De Grolsch Veste | Marisa Olislagers 88' | Wedstrijdverslag | 69' Kayra Nelemans 90+3' Jannette van Belen | Niënhuis, Casparij, Wilms, van Es, van der Wal ( 76' Peddemors), Folkertsma, Olislagers, B. Jansen ( 81' Ellouzi), R. Jansen, Kalma ( 46' Dhont), Stolze |

| Speelronde 5                                                                   | FC Twente                                                              | 3 – 0 (3 – 0)    | Sc Heerenveen      | Opstelling FC Twente |
| 30 oktober 2020 Aanvangstijd: 19.30 uur Plaats: Enschede Sportpark Het Diekman | Renate Jansen 36' Elena Dhont 43' Kerstin Casparij 45' Kika van Es 80' | Wedstrijdverslag | 38' Jamie Altelaar | van Domselaar, Wilms, van Es, Ypema, van der Wal, Folkertsma, Dhont ( 65' Stolze), Casparij ( 85' Ellouzi), Peddemors ( 69' Olislagers), R. Jansen ( 85' B. Jansen), Kalma |

| Speelronde 6                                                                   | VV Alkmaar                                  | 0 – 4 (0 – 0)    | FC Twente                                                   | Opstelling FC Twente |
| 6 november 2020 Aanvangstijd: 19.30 uur Plaats: Alkmaar Sportpark Robonsbosweg | Annemiek Kruijthof 50' Henriikka Mäkelä 87' | Wedstrijdverslag | 46' Renate Jansen 77', 79' Elena Dhont 90' Anna-Lena Stolze | van Domselaar, Wilms, van Es, Ypema ( 83' Tellenbröker), Olislagers ( 83' van der Wal), Peddemors, Folkertsma, Casparij ( 71' B. Jansen), R. Jansen, Kalma ( 61' Stolze), Elena Dhont ( 83' Ellouzi) |

| Speelronde 7                                                                    | FC Twente                                              | 3 – 2 (2 – 2)    | PSV                   | Opstelling FC Twente |
| 15 november 2020 Aanvangstijd: 14.30 uur Plaats: Enschede Sportpark Het Diekman | Renate Jansen 27' Anna-Lena Stolze 38' Fenna Kalma 54' | Wedstrijdverslag | 12', 41' Joëlle Smits | van Domselaar, Wilms, van Es, Ypema, van der Wal, Peddemors, Stolze ( 90+4' Ellouzi), Casparij, R. Jansen, Kalma ( 82' Olislagers), Elena Dhont ( 23' B. Jansen) |

| Speelronde 8                                                                    | FC Twente                                                        | 2 – 1 (1 – 1)    | AFC Ajax                                                          | Opstelling FC Twente |
| 22 november 2020 Aanvangstijd: 12.15 uur Plaats: Enschede Sportpark Het Diekman | Stefanie van der Gragt 39' (e.d.) Lynn Wilms 43' Fenna Kalma 63' | Wedstrijdverslag | 30' Marjolijn van den Bighelaar 45' Lize Kop 51' Caitlin Dijkstra | van Domselaar, Wilms, van Es, Ypema, van der Wal, Folkertsma, Casparij, Olislagers, R. Jansen, Kalma, B. Jansen ( 82' Ellouzi) |

| Speelronde 9                                                                  | PEC Zwolle       | 1 – 4 (0 – 1)    | FC Twente                                                         | Opstelling FC Twente |
| 1 december 2020 Aanvangstijd: 19.30 uur Plaats: Zwolle Sportpark Be Quick '28 | Jassina Blom 84' | Wedstrijdverslag | 13' Kerstin Casparij 37' Bente Jansen 50', 74', 89' Renate Jansen | van Domselaar, Wilms ( 90+2' Pieterson), van Es, Ypema, van der Wal ( 90+2' Tellenbröker), Folkertsma, B. Jansen, Olislagers, Casparij ( 75' Ellouzi), R. Jansen, Kalma |

| Speelronde 11                                                         | ADO Den Haag       | 0 – 0 (0 – 0)    | FC Twente       | Opstelling FC Twente |
| 5 maart 2021 Aanvangstijd: 19.30 uur Plaats: Den Haag Bingoal Stadion | Kayra Nelemans 74' | Wedstrijdverslag | 70' Kika van Es | van Domselaar, Wilms, van Es, Ypema, van der Wal, Olislagers ( 63' Suzanne Giesen, Casparij ( 63' Stolze), Folkertsma, R. Jansen, Kalma, B. Jansen |

| Speelronde 10                                                               | FC Twente | 7 – 0 (3 – 0)    | Excelsior Rotterdam | Opstelling FC Twente |
| 9 maart 2021 Aanvangstijd: 19.30 uur Plaats: Enschede Sportpark Het Diekman | Anna-Lena Stolze 5', 49' Fenna Kalma 21' Suzanne Giesen 22' Lynn Wilms 47' Rieke Dieckmann 60' Sabrine Ellouzi 80' Luna Knoester 83' (e.d.) | Wedstrijdverslag |                     | van Domselaar, Wilms ( 63' van der Wal), van Es ( 58' Pieterson), Ypema, Dieckmann, Suzanne Giesen ( 75' Casparij), R. Jansen, B. Jansen ( 46' Ellouzi), Olislagers, Stolze, Kalma ( 58' Speelman) |

| Speelronde 12                                                                   | Sc Heerenveen                                                       | 2 – 6 (1 – 2)    | FC Twente                                                                         | Opstelling FC Twente |
| 12 maart 2021 Aanvangstijd: 19.30 uur Plaats: Heerenveen Sportpark Skoatterwald | Nikee van Dijk 29' Jamie Altelaar 63' Kirsten van de Westeringh 87' | Wedstrijdverslag | 7' Bente Jansen 9', 65' Renate Jansen 57' (pen.) Fenna Kalma 78' Anna-Lena Stolze | van Domselaar, Wilms, van Es, Ypema ( 83' Pieterson), Dieckmann ( 58' Stolze), Suzanne Giesen ( 72' Olislagers), R. Jansen, B. Jansen ( 71' van der Wal), Folkertsma, Kalma |

| Speelronde 13                                                                | FC Twente | 9 – 0 (3 – 0)    | VV Alkmaar | Opstelling FC Twente |
| 21 maart 2021 Aanvangstijd: 12.15 uur Plaats: Enschede Sportpark Het Diekman | Anna-Lena Stolze 1', 25', 47', 50' 38' Suzanne Giesen 8' Fenna Kalma 71' Fieke Kroese 78' Renate Jansen 89' Romy Speelman 90+1' | Wedstrijdverslag |            | van Domselaar, Wilms, van Es ( 54' Pieterson), Ypema, Dieckmann ( 54' Ellouzi), Suzanne Giesen ( 65' Speelman), Folkertsma, Casparij ( 84' L. Jansen), R. Jansen, Kalma, Stolze ( 65' Kroese) |

| Speelronde 14                                                                  | PSV                                  | 1 – 2 (0 – 0)    | FC Twente                               | Opstelling FC Twente |
| 30 maart 2021 Aanvangstijd: 19.30 uur Plaats: Eindhoven PSV Campus De Herdgang | Esmee Brugts 61' Anika Rodriguez 62' | Wedstrijdverslag | 68' Danique Ypema 80' Marisa Olislagers | van Domselaar, Casparij, van Es, Ypema, Dieckmann, Olislagers, Folkertsma ( 46' B. Jansen), Giesen, R. Jansen, Kalma, Stolze ( 75' Ellouzi) |

#### Kampioensgroep
|       | ADO Den Haag | Ajax  | PSV   |
| ----- | ------------ | ----- | ----- |
| Thuis | 1 – 0        | 1 – 0 | 2 – 1 |
| Uit   | 1 – 1        | 1 – 2 | 2 – 1 |

| Speelronde 1                                                           | ADO Den Haag                               | 1 – 1 (1 – 0)    | FC Twente                                     | Opstelling FC Twente |
| 23 april 2021 Aanvangstijd: 19.30 uur Plaats: Den Haag Bingoal Stadion | Liz Rijsbergen 29' Pleun Raaijmakers 90+1' | Wedstrijdverslag | 67' (e.d.) Mandy van den Berg 81' Fenna Kalma | van Domselaar, Wilms, van Es, Ypema, Dieckmann ( 46' Olislagers), Casparij, Suzanne Giesen ( 80' B. Jansen), Folkertsma, R. Jansen, Kalma, Stolze ( 83' Ellouzi) |

| Speelronde 2                                                              | FC Twente                             | 2 – 1 (1 – 1)    | PSV                 | Opstelling FC Twente |
| 2 mei 2021 Aanvangstijd: 12.15 uur Plaats: Enschede Sportpark Het Diekman | Renate Jansen 40' Rieke Dieckmann 73' | Wedstrijdverslag | 35' Naomi Pattiwael | van Domselaar, Casparij, van Es, Ypema, Dieckmann, Olislagers ( 69' B. Jansen), Folkertsma, Giesen, R. Jansen, Kalma, Stolze ( 90+3' Ellouzi) |

| Speelronde 3                                                               | AFC Ajax                                                            | 1 – 2 (1 – 2)    | FC Twente                                                  | Opstelling FC Twente |
| 9 mei 2021 Aanvangstijd: 14.30 uur Plaats: Amsterdam Sportpark De Toekomst | Stefanie van der Gragt 22' Eshly Bakker 34' Samantha van Diemen 53' | Wedstrijdverslag | 14' Fenna Kalma 32' Anna-Lena Stolze 79' Marisa Olislagers | van Domselaar, Casparij, van Es, Ypema, Dieckmann, Olislagers, Folkertsma, Giesen, R. Jansen, Kalma ( 90+3' Ellouzi), Stolze ( 68' B. Jansen) |

| Speelronde 4                                                               | FC Twente         | 1 – 0 (1 – 0)    | AFC Ajax                                                        | Opstelling FC Twente |
| 14 mei 2021 Aanvangstijd: 20.00 uur Plaats: Enschede Sportpark Het Diekman | Renate Jansen 31' | Wedstrijdverslag | 81' Soraya Verhoeve 87' Lucie Vonkova , 90' Samantha van Diemen | van Domselaar, Casparij, van Es, Ypema, Olislagers ( 86' B. Jansen), Dieckmann, Folkertsma, Giesen, R. Jansen, Kalma, Stolze ( 75' Wilms) |

| Speelronde 5                                                               | FC Twente            | 1 – 0 (1 – 0)    | ADO Den Haag         | Opstelling FC Twente |
| 23 mei 2021 Aanvangstijd: 14.30 uur Plaats: Enschede Sportpark Het Diekman | Anna-Lena Stolze 88' | Wedstrijdverslag | 73' Annouk Boshuizen | van Domselaar, Casparij ( 46' Wilms), van Es, Ypema ( 78' Ellouzi), Olislagers ( 70' B. Jansen), Dieckmann, Folkertsma, Giesen, R. Jansen, Kalma ( 90' Pieterson), Stolze |

| Speelronde 6                                                          | PSV                                                             | 2 – 1 (1 – 1)    | FC Twente                            | Opstelling FC Twente |
| 30 mei 2021 Aanvangstijd: 14.30 uur Plaats: Eindhoven Philips Stadion | Joëlle Smits 10' Mandy van den Berg 51' Kayleigh van Dooren 73' | Wedstrijdverslag | 19' Fenna Kalma 77' Sophie Pieterson | van Domselaar, Wilms, van Es, Ypema ( 46' Pieterson), Dieckmann, Folkertsma, B. Jansen, Giesen, Ellouzi ( 63' Speelman), R. Jansen, Kalma ( 81' Kroese), Stolze ( 72' Casparij) |

### KNVB beker
| Kwartfinale                                                          | FC Twente                                                               | 4 – 1 (2 – 1) | VV Alkmaar                                                     | Opstelling FC Twente |
| 5 februari 2021 Aanvangstijd: 19.30 uur Plaats: Enschede Het Diekman | Marisa Olislagers 37' Lynn Wilms 38' Suzanne Giesen 56' Fenna Kalma 78' |               | 35' Emmeke Henschen                                            | van Domselaar, Wilms, van Es, Ypema, Casparij ( 78' Ellouzi), Olislagers, Sisca Folkertsma ( 66' Dieckmann), Giesen ( 59' van der Wal), R. Jansen, Kalma, B. Jansen ( 59' Stolze |
| Halve finale                                                         | FC Twente                                                               | 2 – 3 (1 – 1) | ADO Den Haag                                                   | Opstelling FC Twente |
| 17 april 2021 Aanvangstijd: 16.30 uur Plaats: Enschede Het Diekman   | Anna-Lena Stolze 21' Rieke Dieckmann 51'                                |               | 45+1' Jannette van Belen 63' Liz Rijsbergen 81' Nikki IJzerman | van Domselaar, Casparij, van Es, Ypema, Olislagers ( 82' B. Jansen), Dieckmann, Sisca Folkertsma, Giesen, R. Jansen, Kalma, Stolze                                               |

### Eredivisie Cup
| Eerste ronde                  | VV Alkmaar                                                                                                | 0 – 1 (0 – 1)                                        | FC Twente                                        |
| Plaats: Alkmaar Robonsbosweg  | |                                                      | 11' Lynn Wilms                                   |
| Tweede ronde                  | FC Twente                                                                                                 | 9 – 2 (5 – 0)                                        | Excelsior                                        |
| Plaats: Enschede Het Diekman  | Fenna Kalma 2', 27' Sabrine Ellouzi 7' (pen.), 38' Renate Jansen 30', 58', 83' Marisa Olislagers 56', 67' |                                                      | 48' Marthe van Erk 88' Anne Bhagerath            |
| Derde ronde                   | Ajax | 1 – 3 (0 – 1)                                        | FC Twente                                        |
| Plaats: Amsterdam De Toekomst | Victoria Pelova 62'                                                                                       |                                                      | 21' Sisca Folkertsma 69', 90+3' Kerstin Casparij |
| Vierde ronde                  | FC Twente                                                                                                 | 1 – 1 (1 – 1, 1 – 1) FC Twente wint na strafschoppen | PSV                                              |
| Plaats: Enschede Het Diekman  | Renate Jansen 31'                                                                                         |                                                      | 14' Julie Biesmans                               |
| Vijfde ronde                  | Ajax | 3 – 2 (2 – 2)                                        | FC Twente                                        |
| Plaats: Amsterdam De Toekomst | Nikita Tromp 7' Marjolijn van den Bighelaar 31', 48'                                                      |                                                      | 42' Fenna Kalma 44' Sisca Folkertsma             |

## Statistieken FC Twente 2020/2021

### Eindstand FC Twente in de Nederlandse Eredivisie Vrouwen 2020 / 2021
| Stand | Gespeeld | Gewonnen | Gelijk | Verloren | Punten | Doelpunten voor | Doelpunten tegen | Gele kaarten | Rode kaarten |
| ----- | -------- | -------- | ------ | -------- | ------ | --------------- | ---------------- | ------------ | ------------ |
| 1e    | 14       | 10       | 2      | 2        | 32     | 46              | 14               | 10           | 0            |

### Eindstand FC Twente in de kampioensgroep 1–4 2020 / 2021
| Stand         | Gespeeld | Gewonnen | Gelijk | Verloren | Punten | Doelpunten voor | Doelpunten tegen | Gele kaarten | Rode kaarten |
| ------------- | -------- | -------- | ------ | -------- | ------ | --------------- | ---------------- | ------------ | ------------ |
| Landskampioen | 6        | 4        | 1      | 1        | 29     | 8               | 5                | 5            | 0            |

### Topscorers
| #      | Naam              | Goal |
| ------ | ----------------- | ---- |
| 1.     | Renate Jansen     | 12   |
| 2.     | Fenna Kalma       | 11   |
| 3.     | Anna-Lena Stolze  | 10   |
| 4.     | Kerstin Casparij  | 3    |
| 4.     | Elena Dhont       | 3    |
| 6.     | Rieke Dieckmann   | 2    |
| 6.     | Suzanne Giesen    | 2    |
| 8.     | Kika van Es       | 1    |
| 8.     | Bente Jansen      | 1    |
| 8.     | Fieke Kroese      | 1    |
| 8.     | Marisa Olislagers | 1    |
| 8.     | Romy Speelman     | 1    |
| 8.     | Lynn Wilms        | 1    |
| Totaal | Totaal            | 54   |

| #      | Naam              | Goal |
| ------ | ----------------- | ---- |
| 1.     | Rieke Dieckmann   | 1    |
| 1.     | Suzanne Giesen    | 1    |
| 1.     | Fenna Kalma       | 1    |
| 1.     | Marisa Olislagers | 1    |
| 1.     | Anna-Lena Stolze  | 1    |
| 1.     | Lynn Wilms        | 1    |
| Totaal | Totaal            | 6    |

| #      | Naam              | Goal |
| ------ | ----------------- | ---- |
| 1.     | Renate Jansen     | 4    |
| 2.     | Fenna Kalma       | 3    |
| 3.     | Sabrine Ellouzi   | 2    |
| 3.     | Sisca Folkertsma  | 2    |
| 3.     | Marisa Olislagers | 2    |
| 6.     | Kerstin Casparij  | 1    |
| 6.     | Lynn Wilms        | 1    |
| Totaal | Totaal            | 15   |

### Kaarten
| #      | Naam                | Kreeg geel |
| ------ | ------------------- | ---------- |
| 1.     | Marisa Olislagers   | 3          |
| 2.     | Anna-Lena Stolze    | 2          |
| 3.     | Kerstin Casparij    | 1          |
| 3.     | Rieke Dieckmann     | 1          |
| 3.     | Sabrine Ellouzi     | 1          |
| 3.     | Kika van Es         | 1          |
| 3.     | Bente Jansen        | 1          |
| 3.     | Sophie Pieterson    | 1          |
| 3.     | Maren Tellenbröker  | 1          |
| 3.     | Lysanne van der Wal | 1          |
| 3.     | Lynn Wilms          | 1          |
| 3.     | Danique Ypema       | 1          |
| Totaal | Totaal              | 15         |

| #      | Naam           | Kreeg voor de tweede keer geel en dus rood |
| ------ | -------------- | ------------------------------------------ |
| –      | Geen speelster | 0                                          |
| Totaal | Totaal         | 0                                          |

| #      | Naam           | Weggestuurd |
| ------ | -------------- | ----------- |
| –      | Geen speelster | 0           |
| Totaal | Totaal         | 0           |

## Voetnoten
ADO Den Haag · 
Ajax · 
VV Alkmaar · 
Excelsior · 
sc Heerenveen · 
PEC Zwolle · 
PSV · 
FC Twente